# Bilbao-New York-Bilbao
Bilbao-New York-Bilbao es una novela en euskera de Kirmen Uribe, publicada originalmente en el año 2008. Fue ganadora del Premio Nacional de Narrativa 2009, del Premio de la Crítica de narrativa en euskera 2008, del Premio de la Fundación Ramón Rubial a la obra artística del año 2008 y del Premio del Gremio de Libreros de Euskadi 2008.
La historia transcurre durante un vuelo entre el aeropuerto de Bilbao y el aeropuerto JFK de Nueva York. Cuenta la vida de tres generaciones de una misma familia. Mediante cartas, diarios, correos electrónicos, poemas y diccionarios, el escritor crea un mosaico de recuerdos y narraciones que conforman un homenaje a un mundo propio, a la idiosincrasia de su población natal de Ondárroa.
La novela ha sido traducida al español, catalán, gallego, inglés, portugués, francés, japonés, ruso, esloveno, serbocroata, georgiano, búlgaro y al albanés.